# Eugene Parker
Pour les articles homonymes, voir Parker.
Eugene Parker, né le 10 juin 1927 à Houghton (Michigan) et mort le 15 mars 2022 à Chicago, est un astrophysicien américain spécialiste du Soleil.

## Biographie
Après avoir étudié à l'université d'État du Michigan et au Caltech, Eugene Parker développe au milieu des années 1950 la théorie du vent solaire et prédit la forme spiralée du champ magnétique à l'intérieur du système solaire (spirale de Parker). Sa théorie, fondée sur des équations mathématiques et initialement publiée en 1958, fut d'abord rejetée par les spécialistes de l'époque, puis fut confirmée en 1962 par les données de la sonde Mariner II envoyée vers Vénus. En 1987, il propose que la couronne solaire est constituée d'une multitude de minuscules éruptions solaires couvrant la totalité de la surface du Soleil.
Dans une préface au livre de Henrik Svensmark et Nigel Calder, The Chilling Stars: A New Theory of Climate Change (2007), Eugene Parker a écrit : « Le réchauffement global est devenu une question politique, aussi bien dans les gouvernements que dans la communauté scientifique. Des scientifiques 'éminents' ont tracé les lignes de la science et une idée nouvelle importante est un intrus mal accueilli. Elle renverse l'orthodoxie établie ».
En août 2018, il assiste au décollage de la sonde solaire Parker. C'est la première fois qu'une personne vivante reçoit l'honneur d'avoir une sonde spatiale à son nom.
Il meurt le 15 mars 2022 à l'âge de 94 ans après que la sonde a « touché le Soleil » selon les mots de la NASA, en s'approchant d'abord à 13 millions de kilomètres de sa surface en décembre 2021, puis à près de 6 millions de kilomètres.

## Publications
- (en) Cosmical Magnetic Fields: Their Origin and their Activity, 1979, Oxford University Press.  (ISBN 978-0198512905).
- (en) Spontaneous Current Sheets in Magnetic Fields: With Applications to Stellar X-rays, 1994, Oxford University Press.  (ISBN 978-0195073713).
- (en) Conversations on Electric and Magnetic Fields in the Cosmos, 2007, Princeton University Press.  (ISBN 978-0691128412).

## Distinctions et récompenses
- Élu à l'Académie nationale des sciences des États-Unis en 1967.
- 1969 : prix Henry Norris Russell Lectureship
- 1978 : prix George Ellery Hale
- 1989 : National Medal of Science
- 1990 : médaille William-Bowie
- 1992 : médaille d’or de la Royal Astronomical Society
- 1997 : médaille Bruce
- 2003 : prix de Kyoto
- 2003 : prix James-Clerk-Maxwell
- 2018 : la NASA nomme la sonde solaire Parker en son honneur
- 2020 : prix Crafoord en astronomie[4]
- L'astéroïde (11756) Geneparker porte également son nom.